# 海洋警察特別攻撃隊

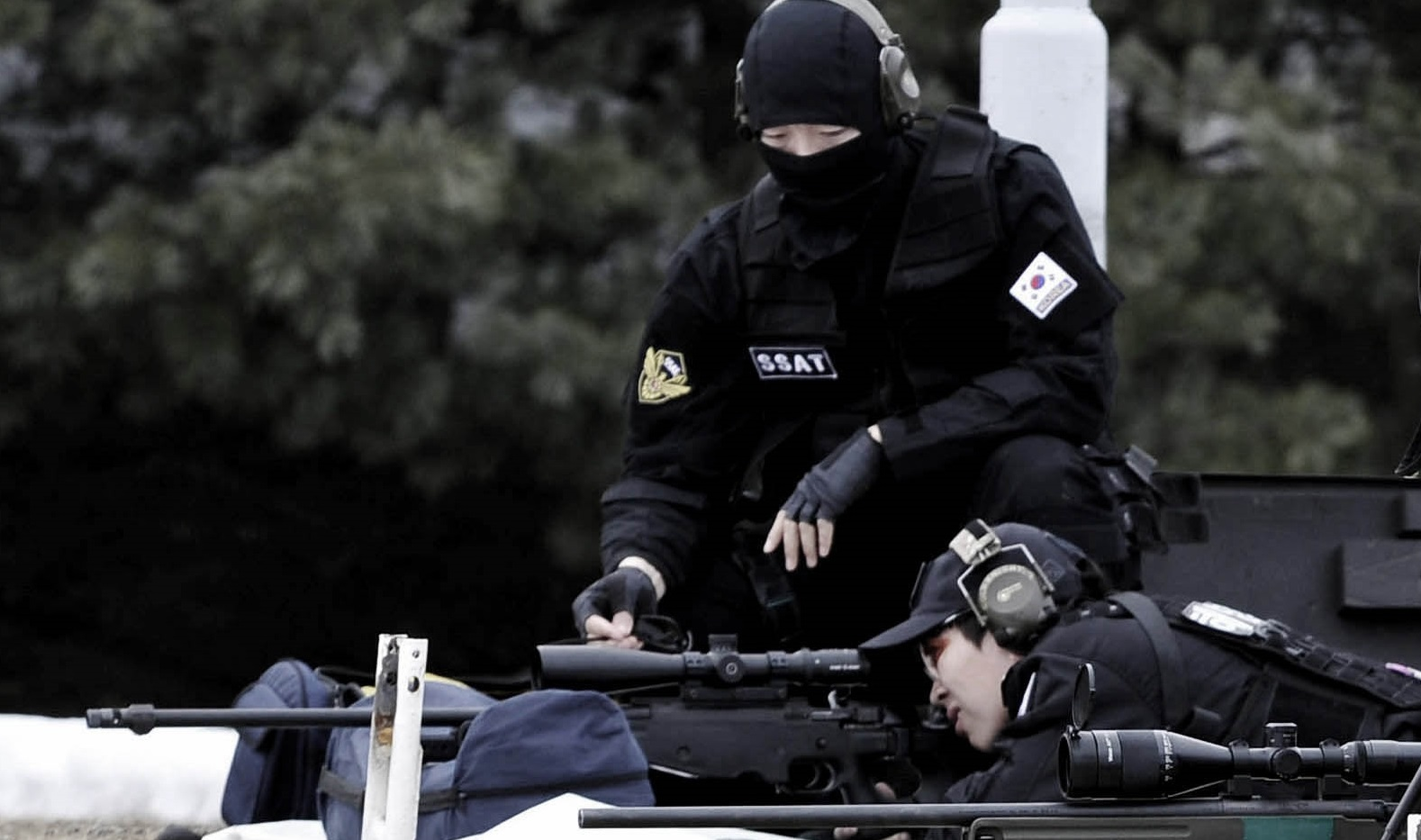
狙撃訓練を行うSSATの隊員 (2014年)

海洋警察特別攻撃隊（SSAT、Sea Special Assault Team）は、海洋警察庁に所属する特殊部隊である。

## 概要
目前に迫った日韓共催ワールドカップにおいて、韓国領海内でのテロ攻撃があった場合に対処することを理由として、2002年1月9日に創設された。
隊員の大半が韓国軍の特殊部隊出身者であり軍との繋がりが深く、海軍の特殊部隊UDT/SEALから訓練支援を受けている。釜山、仁川、東海に部隊を持つが、部隊編成等は明らかになっていない。
任務は海岸沿いの原子力発電所や石油貯蔵施設などをパトロールしたり、海難事故の人命救助訓練を行う。
他国の特殊部隊とも交流が盛んで、過去には海上保安庁の特殊部隊SSTとも対テロ合同訓練（2002年釜山沖）を行っている。
2014年4月16日に発生したセウォル号沈没事故で、海洋警察庁が多数の不手際・不祥事を発生させたため、同庁の解体が5月19日に発表された。同庁に所属する海洋警察特別攻撃隊は、新設する「国家安全庁」に移管されるものと思われる。

## 装備
- H&K P7
- H&K USP
- H&K UMP
- H&K MP7
- H&K G36
- M4カービン
- 手錠